# جورج كونجدون غورهام
جورج كونجدون غورهام هو سياسي أمريكي، ولد في 5 يوليو 1832، وتوفي في 11 فبراير 1909. نشط حزبياً في الحزب الجمهوري.